# Shampoo (canção)
"Shampoo" é uma canção do girl group sul-coreano After School, lançada em 27 de abril de 2011, como faixa principal de seu álbum Virgin. A canção marcou a primeira participação da nona integrante do grupo, E-Young. Foi lançada digitalmente e utilizada para promover o primeiro álbum de estúdio do grupo, que foi lançado dois dias depois. O single foi muito bem sucedido, alcançando a quarta posição na Gaon Singles Chart. A canção foi regravada em japonês para o álbum Playgirlz.

## Lista de faixas
| Single digital |                |                |                |         |  |
| N.º            | Título         | Letras         | Música         | Duração |  |
| 1.             | "Shampoo"      | Won Tae Yeon   | Daishi Dance   | 4:35    |  |
| Duração total: | Duração total: | Duração total: | Duração total: | 4:35    |  |

## Antecedentes
Um teaser do videoclipe foi publicado no canal oficial da Pledis Entertainment no YouTube em 25 de abril, enquanto que o áudio completo de "Shampoo" foi enviado dois dias depois. O videoclipe completo foi lançado em 29 de abril de 2011. After School iniciou as promoções para a canção apresentando-se no Music Bank da KBS. A canção foi promovida juntamente com "Let's Step Up".

## Desempenho nas paradas
| Parada                              | Melhor posição |
| ----------------------------------- | -------------- |
| Gaon weekly singles chart           | 4              |
| Gaon monthly singles chart          | 5              |
| Gaon yearly singles chart           | 56             |
| Gaon weekly downloads chart         | 2              |
| Gaon monthly downloads chart        | 7              |
| Gaon yearly downloads chart         | 106            |
| Gaon weekly streaming chart         | 3              |
| Gaon monthly streaming chart        | 5              |
| Gaon yearly streaming chart         | 37             |
| Gaon weekly background music chart  | 18             |
| Gaon monthly background music chart | 34             |
| Gaon weekly ringtone chart          | 14             |
| Gaon monthly ringtone chart         | 24             |